# Varga Endre Gábor
Varga Endre Gábor (Kispest, 1901. március 23. – Budapest, 1973. október 29.) levéltáros, történész, a történelemtudományok kandidátusa (1967).

## Életpályája
Apja, Varga Bálint (1856–1943), a Budapesti Református Főgimnáziumban tanított, ahol ő maga is végezte középiskolai tanulmányait. Érettségi után a budapesti Pázmány Péter Tudományegyetem Bölcsészettudományi Karán kezdte meg felsőfokú tanulmányait, s egyidejűleg tagja lett az Eötvös Collegiumnak is. Az egyetemen Domanovszky Sándor professzor tanítványa volt. Már egyetemi hallgatóként a történeti kutatói pályára készült, s úgy döntött, hogy levéltáros lesz. Ezért bölcsészeti – történeti és földrajzszakos tanári – képzését jogi képzéssel is kiegészítette. Két félévet hallgatott a Jog- és Államtudományi Karon is. 1923-ban szerezte meg bölcsészdoktori diplomáját, s a következő év júniusában a Magyar Történelmi Társulat Bécsbe küldte, ahol a Magyar Történetkutató Intézet belső tagja lett. Az Intézetben Károlyi Árpád és Eckhart Ferenc irányításával levéltári kutatásokat végzett, a magyar reformkor és abszolutizmus korszakával foglalkozott. 1925 karácsonyáig maradt az osztrák fővárosban, amelynek egyetemén is hallgatott két féléven át előadásokat. 1926 január 2-án lépett a Magyar Országos Levéltár szolgálatába mint levéltári segédtiszt és mintegy negyven éven át dolgozott az intézményben, 1954 és 1964 között helyettes főigazgatóként. 1929-ben középiskolai tanári oklevelet szerzett. Többször vett részt – általában irányítóként – kiállítások rendezésében. 1936-ban Glaser Lajossal együtt térképészettörténeti kiállítást állított össze. 1946-ban az Országos Levéltár vezetői megbízták meg a Magyar Nemzeti Múzeum Orosz–magyar történeti kapcsolatok című kiállítása levéltári anyaga kiválogatásával és elrendezésével. Három év múlva pedig az 1848–49-es Centenáris Kiállítás egyik vezetőjeként ő irányította a levéltári anyag kiemelését, és ő fogalmazta a magyarázó feliratokat. Kandidátusi disszertációjában a Királyi Kúria történetét tárgyalta az 1780–1848 közti években. A disszertációját 1967 tavaszán védte meg.
Elkészítette a bírósági levéltárak részletes leíró leltárát, majd tudományos ismertető leltárát. Kidolgozta a levéltári térképanyag katalogizálásának módszerét, tervet készített az államosított iparvállalatok iratanyagának védelméről és felhasználásáról, foglalkozott a levéltártan elméleti kérdéseivel. Tudományos munkáiban főként a jogtörténettel foglalkozott.
A Farkasréti temetőben nyugszik.

## Főbb művei
- A hivatásos ügyvédi osztály kialakulása. A kötelező ügyvédi vizsga bevezetése 1769-ben (Domanovszky-emlékkönyv; Budapest, 1937)
- Úriszék, XVI–XVII. századi perszövegek (Budapest, 1958)
- A magyar igazságszolgáltatás átszervezése II. József korában (Századok, 1960. 5–6. sz.)
- A magyar bírósági szervezet és perjog története (Bónis Györggyel, Degré Alajossal, Budapest, 1961)
- Polgári peres eljárás a Királyi Curián 1724 (Levéltári Közlemények, 1969)
- Bányabírósági eljárás a feudáliskori Magyarországon (Levéltári Közlemények, 1974)
- Magyarország bányabírósági szervezete 1786–1854 (Jogtörténeti tanulmányok, Budapest, 1974)
- A királyi curia 1750–1850 (Budapest, 1974)

## Díjai, elismerései
- Szocialista Munkáért Érdemérem (1955)[4]
- Munka Érdemrend ezüst fokozata (1964)[5]